# Kevin McDonald
Kevin David McDonald, född 4 november 1988, är en skotsk fotbollsspelare.

## Klubbkarriär
Den 22 juli 2016 värvades McDonald av Fulham, där han skrev på ett treårskontrakt med option på ytterligare ett år.
I mars 2021 berättade McDonald att han skulle genomgå en njurtransplantation och att han kanske skulle behöva avsluta sin fotbollskarriär. Till följd av detta spelade McDonald inte några matcher under säsongen 2020/2021. I juli 2021 berättade McDonald att han genomgått njurtransplantationen och fått en ny njure av sin bror Fraser.

## Landslagskarriär
McDonald debuterade för Skottlands landslag den 23 mars 2018 i en 1–0-förlust mot Costa Rica.